# ماکسیمیلیان بائر (بازیکن فوتبال، زاده ۲۰۰۰)
ماکسیمیلیان بائر (انگلیسی: Maximilian Bauer؛ زادهٔ ۹ فوریهٔ ۲۰۰۰) بازیکن فوتبال است.
از باشگاه‌هایی که در آن بازی کرده‌است می‌توان به باشگاه فوتبال گروتر فورث اشاره کرد.
وی همچنین در تیم‌های ملی فوتبال جوانان آلمان، جوانان آلمان و زیر ۲۱ سال آلمان بازی کرده‌است.